# Montevideo Chico
Montevideo Chico ist eine Ortschaft in Uruguay.

## Geographie
Montevideo Chico befindet sich im nördlichen Landesteil Uruguays auf dem Gebiet des Departamento Tacuarembó in dessen Sektor 3. Der Ort liegt südöstlich von La Hilera, östlich von Clara und nordwestlich von Rincón de Pereira.

## Einwohner
Beim Census 2011 betrug die Einwohnerzahl von Montevideo Chico 26, davon 15 männliche und elf weibliche. Für die vorhergehenden Volkszählungen der Jahre 1963, 1975, 1985, 1996 und 2004 sind beim Instituto Nacional de Estadística de Uruguay keine Daten erfasst worden.
| Jahr | Einwohner |
| ---- | --------- |
| 1996 | -         |
| 2004 | -         |
| 2011 | 26        |

Quelle: Instituto Nacional de Estadística de Uruguay